# خوان دیه‌گو
خوان دیه‌گو (اسپانیایی: Juan Diego‎؛ زادهٔ ۱۴ دسامبر ۱۹۴۲ – ۲۸ آوریل ۲۰۲۲) یک بازیگر تئاتر، سینما و تلویزیون اهل اسپانیا بود.
از فیلم‌ها یا مجموعه‌های تلویزیونی که وی در آن‌ها نقش داشته‌است، می‌توان به بگذار زشت‌ها بمیرند، سفر به هیچ‌کجا، با وجود همه‌چیز، مردان پاکو، خامون خامون، تورِمولینوس ۷۳، بازگشت طولانی و باران تابستان اشاره نمود.
دیه‌گو طی دوران حرفه‌ای خود با صدایی خشن برنامه اجرا می‌کرد، اغلب با نقش‌های ناگهانی، منفی و خشونت‌آمیز و مقتدرانه همراه بود، که در میخکوب کردن یک شخصیت فاشیست مهارت داشت. شناخته شده‌ترین فیلم تلویزیونی او در نقش دون لورنزو بد دهن بود که در نمایش مردان پاکو ایفای نقش داشت و برای اصطلاح «توپ‌های مقدس من» محبوبیت پیدا کرده بود.
خوان دیگه‌گو که به خاطر فعالیت‌های سیاسی چپ‌گرایانه‌اش نیز شناخته می‌شد، در پیشبرد حقوق کار کارگردان‌های سینما در اسپانیا فعالیت داشت.

## مرگ
خوان دیه‌گو در اوایل صبح روز ۲۸ آوریل ۲۰۲۲ در کلینیک سارسوئلا در مادرید درگذشت.